# غاري بوش
غاري بوش (بالإنجليزية: Garry Bush)‏ هو لاعب بوكر بريطاني، ولد في القرن العشرين.